# Eben am Achensee
Eben am Achensee je obec v Rakousku ve spolkové zemi Tyrolsko v okrese Schwaz. První písemná zmínka o obci pochází z roku 1112.
Žije zde 3168 obyvatel (1. 1. 2017).